# Proteinissus bilimeki
Proteinissus bilimeki är en insektsart som beskrevs av Fowler 1904. Proteinissus bilimeki ingår i släktet Proteinissus och familjen sköldstritar. Inga underarter finns listade i Catalogue of Life.